# Веселин Калчев
Веселин Денчев Калчев е български музикант, хоров диригент и учител.

## Биография
Веселин Калчев е роден на 5 февруари 1930 в с. Буковец, Белослатинско. Завършва музикално образование в Българската държавна консерватория, където постъпва през 1950 г. Негови учители са известни български музиканти и музикални педагози – проф. Тодор Въжаров (цигулка), диригентът Васил Стефанов, проф. Веселин Стоянов, проф. д-р Стоян Джуджев, проф. Марин Големинов.

### Музикален педагог
От 1954 г. работи в Ловеч заедно с Кирил Киров (Маестрото) и Христо Недков (Мао Дзедун). Дългогодишен учител, музикален педагог и хоров диригент в Немската гимназия „Ернст Телман“ в Ловеч (от 1 октомври 1959). Хорът на училището на III републикански фестивал (1969) печели златен медал. Диригент е на Градския представителен хор „Панайот Пипков“ при Ловчанско читалище „Наука“ от 1963 г. в продължение на близо 40 години. Концертира с голям успех в страната и чужбина.

### Фондация
По инициатива на стотиците му възпитаници и певци през 2001 г. в Ловеч е учредена фондация „Веселин Калчев“ за поощряване на даровити деца.

## Галерия
- Паметна плоча на Веселин Калчев на дома му в Ловеч
- Домът на Веселин Калчев в Ловеч